# U-552
Unterseeboot 552 foi um submarino alemão do Tipo VIIC, operando na Kriegsmarine durante a Segunda Guerra Mundial. O seu projeto foi encomendado no dia 25 de setembro de 1939, sendo construído pela Blohm + Voss em Hamburgo e lançado ao mar no dia 14 de setembro de 1940. Foi comissionado no dia 4 de dezembro de 1940 pelo Oberleutnant zur See Erich Topp.
O U-552 esteve em operação entre os anos de 1940 e 1945, realizando neste período 15 patrulhas de guerra, nas quais afundou 32 navios aliados e danificou outros três, num total de 192 376 toneladas de arqueação. Participou de 21 operações de ataque combinado que visavam atacar os comboios aliados. Foram abertos buracos em seu casco para afundar em Wilhelmshaven  no dia 2 de maio de 1945.

## Comandantes

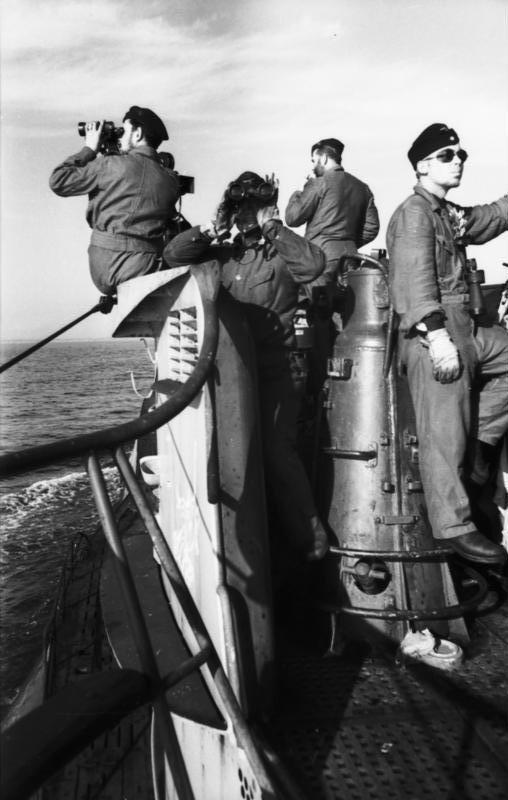
Tripulantes do U-552 na ponte de observação (outubro de 1941).

| Comandante         | Data                                          |
| ------------------ | --------------------------------------------- |
| KrvKpt. Erich Topp | 4 de Dezembro de 1940 - 8 de Setembro de 1942 |
| Kptlt. Klaus Popp  | 9 de Setembro de 1942 - 10 de Julho de 1944   |
| Oblt. Günther Lube | 11 de Julho de 1944 - 2 de Maio de 1945       |

## Carreira

### Subordinação
| 4 de Dezembro de 1940 - 1 de Fevereiro de 1941 | 7. Unterseebootsflottille  |
| 1 de Fevereiro de 1941 - 30 de Abril de 1944   | 7. Unterseebootsflottille  |
| 1 de Maio de 1944 - 2 de Maio de 1945          | 22. Unterseebootsflottille |

### Patrulhas
|       | Comandante        | Partida                 | Partida     | Chegada                 | Chegada     | Dias     | Toneladas |
| ----- | ----------------- | ----------------------- | ----------- | ----------------------- | ----------- | -------- | --------- |
|       | Oblt. Erich Topp  | 13 de Fevereiro de 1941 | Kiel        | 15 de Fevereiro de 1941 | Helgoland   | 3 dias   |           |
| 1     | Oblt. Erich Topp  | 18 de Fevereiro de 1941 | Helgoland   | 16 de Março de 1941     | St. Nazaire | 27 dias  | 12 749    |
| 2     | Oblt. Erich Topp  | 7 de Abril de 1941      | St. Nazaire | 6 de Maio de 1941       | St. Nazaire | 30 dias  | 24 119    |
| 3     | Oblt. Erich Topp  | 25 de Maio de 1941      | St. Nazaire | 2 de Julho de 1941      | St. Nazaire | 39 dias  | 24 401    |
| 4     | Oblt. Erich Topp  | 18 de Agosto de 1941    | St. Nazaire | 26 de Agosto de 1941    | St. Nazaire | 9 dias   | 2 129     |
| 5     | Kptlt. Erich Topp | 4 de Setembro de 1941   | St. Nazaire | 5 de Outubro de 1941    | St. Nazaire | 32 dias  | 18 687    |
| 6     | Kptlt. Erich Topp | 25 de Outubro de 1941   | St. Nazaire | 26 de Novembro de 1941  | St. Nazaire | 33 dias  | 1 190     |
| 7     | Kptlt. Erich Topp | 25 de Dezembro de 1941  | St. Nazaire | 27 de Janeiro de 1942   | St. Nazaire | 34 dias  | 10 560    |
| 8     | Kptlt. Erich Topp | 7 de Março de 1942      | St. Nazaire | 27 de Abril de 1942     | St. Nazaire | 52 dias  | 45 731    |
| 9     | Kptlt. Erich Topp | 9 de Junho de 1942      | St. Nazaire | 19 de Junho de 1942     | St. Nazaire | 11 dias  | 15 858    |
| 10    | Kptlt. Erich Topp | 4 de Julho de 1942      | St. Nazaire | 13 de Agosto de 1942    | St. Nazaire | 41 dias  | 33 275    |
| 11    | Kptlt. Klaus Popp | 10 de Setembro de 1942  | St. Nazaire | 15 de Dezembro de 1942  | St. Nazaire | 97 dias  | 3 677     |
| 12    | Kptlt. Klaus Popp | 4 de Abril de 1943      | St. Nazaire | 13 de Junho de 1943     | St. Nazaire | 71 dias  |           |
| 13    | Kptlt. Klaus Popp | 3 de Outubro de 1943    | St. Nazaire | 30 de Novembro de 1943  | St. Nazaire | 59 dias  |           |
| 14    | Kptlt. Klaus Popp | 8 de Fevereiro de 1944  | St. Nazaire | 14 de Fevereiro de 1944 | St. Nazaire | 7 dias   |           |
| 15    | Kptlt. Klaus Popp | 16 de Fevereiro de 1944 | St. Nazaire | 28 de Abril de 1944     | Danzig      | 73 dias  |           |
| Total | Total             | Total                   | Total       | Total                   | Total       | 615 dias | 192 376 t |

### Navios afundados e danificados
- 30 navios afundados num total de 163,756 GRT[1]
- 1 navio de guerra auxiliar afundado num total de 520 GRT
- 1 navio de guerra afundado num total de 1,190 toneladas
- 3 navios danificados num total de 26,910 GRT

| Data                   | Comandante | Nome da Embarcação         | Toneladas | Nacionalidade  |
| ---------------------- | ---------- | -------------------------- | --------- | -------------- |
| 1 de março de 1941     | Erich Topp | Cadillac                   | 12 062    | Reino Unido    |
| 10 de março de 1941    | Erich Topp | Reykjaborg                 | 687       | Islândia       |
| 27 de abril de 1941    | Erich Topp | Beacon Grange              | 10 119    | Reino Unido    |
| 27 de abril de 1941    | Erich Topp | Commander Horton           | 227       | Reino Unido    |
| 28 de abril de 1941    | Erich Topp | Capulet (danificado)       | 8 190     | Reino Unido    |
| 1 de maio de 1941      | Erich Topp | Nerissa                    | 5 583     | Reino Unido    |
| 10 de junho de 1941    | Erich Topp | Ainderby                   | 4 860     | Reino Unido    |
| 12 de junho de 1941    | Erich Topp | Chinese Prince             | 8 593     | Reino Unido    |
| 18 de junho de 1941    | Erich Topp | Norfolk                    | 10 948    | Reino Unido    |
| 23 de agosto de 1941   | Erich Topp | Spind                      | 2 129     | Noruega        |
| 20 de setembro de 1941 | Erich Topp | Barbro                     | 6 325     | Noruega        |
| 20 de setembro de 1941 | Erich Topp | Pink Star                  | 4 150     | Panamá         |
| 20 de setembro de 1941 | Erich Topp | T.J. Williams              | 8 212     | Reino Unido    |
| 31 de outubro de 1941  | Erich Topp | USS Reuben James (DD-245)  | 1 190     | Estados Unidos |
| 15 de janeiro de 1942  | Erich Topp | Dayrose                    | 4 113     | Reino Unido    |
| 18 de janeiro de 1942  | Erich Topp | Frances Salman             | 2 609     | Estados Unidos |
| 20 de janeiro de 1942  | Erich Topp | Maro                       | 3 838     | Grécia         |
| 25 de março de 1942    | Erich Topp | Ocana                      | 6 256     | Países Baixos  |
| 3 de abril de 1942     | Erich Topp | David H. Atwater           | 2 438     | Estados Unidos |
| 5 de abril de 1942     | Erich Topp | Byron D. Benson            | 7 953     | Estados Unidos |
| 7 de abril de 1942     | Erich Topp | British Splendour          | 7 138     | Reino Unido    |
| 7 de abril de 1942     | Erich Topp | Lancing                    | 7 866     | Noruega        |
| 9 de abril de 1942     | Erich Topp | Atlas                      | 7 137     | Estados Unidos |
| 10 de abril de 1942    | Erich Topp | Tamaulipas                 | 6 943     | Estados Unidos |
| 15 de junho de 1942    | Erich Topp | City of Oxford             | 2 759     | Reino Unido    |
| 15 de junho de 1942    | Erich Topp | Etrib                      | 1 943     | Reino Unido    |
| 15 de junho de 1942    | Erich Topp | Pelayo                     | 1 346     | Reino Unido    |
| 15 de junho de 1942    | Erich Topp | Slemdal                    | 7 374     | Noruega        |
| 15 de junho de 1942    | Erich Topp | Thurso                     | 2 436     | Reino Unido    |
| 25 de julho de 1942    | Erich Topp | British Merit (danificado) | 8 093     | Reino Unido    |
| 25 de julho de 1942    | Erich Topp | Broompark                  | 5 136     | Reino Unido    |
| 3 de agosto de 1942    | Erich Topp | G.S. Walden (danificado)   | 10 627    | Reino Unido    |
| 3 de agosto de 1942    | Erich Topp | Lochkatrine                | 9 419     | Reino Unido    |
| 19 de setembro de 1942 | Klaus Popp | HMS Alouette (FY 101)      | 520       | Reino Unido    |
| 3 de dezembro de 1942  | Klaus Popp | Wallsend                   | 3 157     | Reino Unido    |
| Total                  | Total      | Total                      | 192 376   |                |

## Operações conjuntas de ataque
O U-552 participou das seguinte operações de ataque combinado durante a sua carreira:
- Rudeltaktik Brandenburg[55] (15 de setembro de 1941 - 26 de setembro de 1941)
- Rudeltaktik Stosstrupp[56] (30 de outubro de 1941 - 4 de novembro de 1941)
- Rudeltaktik Störtebecker[57] (15 de novembro de 1941 - 19 de novembro de 1941)
- Rudeltaktik Benecke[58] (19 de novembro de 1941 - 22 de novembro de 1941)
- Rudeltaktik Seydlitz[59] (27 de dezembro de 1941 - 6 de janeiro de 1942)
- Rudeltaktik Ziethen[60] (6 de janeiro de 1942 - 19 de janeiro de 1942)
- Rudeltaktik Endrass[61] (12 de junho de 1942 - 17 de junho de 1942)
- Rudeltaktik Wolf[62] (13 de julho de 1942 - 30 de julho de 1942)
- Rudeltaktik Pirat[63] (30 de julho de 1942 - 3 de agosto de 1942)
- Rudeltaktik Steinbrinck[64] (3 de agosto de 1942 - 4 de agosto de 1942)
- Rudeltaktik Meise[65] (11 de abril de 1943 - 27 de abril de 1943)
- Rudeltaktik Star[66] (27 de abril de 1943 - 4 de maio de 1943)
- Rudeltaktik Fink[67] (4 de maio de 1943 - 6 de maio de 1943)
- Rudeltaktik Naab[68] (12 de maio de 1943 - 15 de maio de 1943)
- Rudeltaktik Donau 2[69] (15 de maio de 1943 - 19 de maio de 1943)
- Rudeltaktik Mosel[70] (19 de maio de 1943 - 24 de maio de 1943)
- Rudeltaktik Siegfried[71] (22 de outubro de 1943 - 27 de outubro de 1943)
- Rudeltaktik Siegfried 2[72] (27 de outubro de 1943 - 30 de outubro de 1943)
- Rudeltaktik Jahn[73] (30 de outubro de 1943 - 2 de novembro de 1943)
- Rudeltaktik Tirpitz 3[74] (2 de novembro de 1943 - 8 de novembro de 1943)
- Rudeltaktik Eisenhart 5[75] (9 de novembro de 1943 - 15 de novembro de 1943)

## Coordenadas
1. ↑  em posição 53° 51' N 8° 10' E